# إليك ستيوارت
إليك ستيوارت (بالإنجليزية: Alec Stewart)‏ (1 يناير 1868 بغرينوك في المملكة المتحدة - ) هو لاعب كرة قدم بريطاني (وحمل سابقاً جنسية المملكة المتحدة لبريطانيا العظمى وأيرلندا) في مركز الدفاع. لعب مع ليستر سيتي ونادي إيفرتون ونادي بيرنلي ونادي نورثامبتون تاون ونوتس كاونتي ونوتينغهام فورست وBedminster F.C. ‏ ونادي غرينوك مورتون.